# Nuoto ai campionati mondiali di nuoto 2019 - 200 metri misti maschili
La gara di nuoto dei 200 metri misti maschili dei campionati mondiali di nuoto 2019 è stata disputata il 24 e il 25 luglio presso il Nambu International Aquatics Centre di Gwangju. Vi hanno preso parte 51 atleti provenienti da 45 nazioni.

## Podio
| Posizione | Atleta             | Nazionalità |
| --------- | ------------------ | ----------- |
| Oro       | Daiya Seto         | Giappone    |
| Argento   | Jérémy Desplanches | Svizzera    |
| Bronzo    | Chase Kalisz       | Stati Uniti |

## Programma
| Data           | Ora (UTC+9) | Turno      |
| -------------- | ----------- | ---------- |
| 24 luglio 2019 | 10:50       | Batterie   |
| 24 luglio 2019 | 21:31       | Semifinali |
| 25 luglio 2019 | 21:05       | Finale     |

## Record
Prima della manifestazione il record del mondo e il record dei campionati erano i seguenti.
| Record mondiale       | 1'54"00 | Ryan Lochte Stati Uniti | 28 luglio 2011 Shanghai, Cina |
| Record dei campionati | 1'54"00 | Ryan Lochte Stati Uniti | 28 luglio 2011 Shanghai, Cina |

## Risultati

### Batterie[2]
| Pos. | Batteria | Corsia | Atleta                 | Nazionalità        | Tempo   | Note             |
| ---- | -------- | ------ | ---------------------- | ------------------ | ------- | ---------------- |
| 1    | 4        | 7      | László Cseh            | Ungheria           | 1'57"79 | Q                |
| 2    | 4        | 5      | Daiya Seto             | Giappone           | 1'57"90 | Q                |
| 3    | 6        | 4      | Chase Kalisz           | Stati Uniti        | 1'58"20 | Q                |
| 4    | 6        | 3      | Jérémy Desplanches     | Svizzera           | 1'58"43 | Q                |
| 5    | 6        | 5      | Duncan Scott           | Gran Bretagna      | 1'58"57 | Q                |
| 6    | 5        | 5      | Philip Heintz          | Germania           | 1'58"71 | Q                |
| 7    | 5        | 6      | Andrey Zhilkin         | Russia             | 1'58"73 | Q                |
| 8    | 5        | 4      | Mitch Larkin           | Australia          | 1'58"75 | Q                |
| 9    | 4        | 2      | Thomas Fraser-Holmes   | Australia          | 1'58"86 | Q                |
| 10   | 4        | 6      | Alexis Santos          | Portogallo         | 1'59"01 | Q                |
| 11   | 4        | 4      | Wang Shun              | Cina               | 1'59"18 | Q                |
| 12   | 5        | 3      | Abrahm DeVine          | Stati Uniti        | 1'59"26 | Q                |
| 13   | 6        | 7      | Leonardo Coelho Santos | Brasile            | 1'59"37 | Q                |
| 14   | 6        | 9      | Raphaël Stacchiotti    | Lussemburgo        | 1'59"62 | Q                |
| 15   | 5        | 7      | Thomas Dean            | Gran Bretagna      | 1'59"64 | Q                |
| 16   | 5        | 2      | Gabriel Lópes          | Portogallo         | 1'59"76 | Q                |
| 17   | 6        | 2      | Andreas Vazaios        | Grecia             | 1'59"80 |                  |
| 18   | 4        | 1      | Bradlee Ashby          | Nuova Zelanda      | 1'59"96 |                  |
| 19   | 5        | 0      | Tomas Peribonio        | Ecuador            | 2'00"07 |                  |
| 20   | 4        | 0      | Arjan Knipping         | Paesi Bassi        | 2'00"12 | Record nazionale |
| 21   | 5        | 8      | Simon Sjödin           | Svezia             | 2'00"67 |                  |
| 22   | 6        | 8      | Yakov Toumarkin        | Israele            | 2'00"97 |                  |
| 23   | 4        | 3      | Caio Pumputis          | Brasile            | 2'01"06 |                  |
| 24   | 3        | 1      | Wang Hsing-hao         | Taipei cinese      | 2'01"54 |                  |
| 24   | 3        | 8      | Jarod Arroyo           | Porto Rico         | 2'01"54 | Record nazionale |
| 26   | 5        | 9      | Metin Aydın            | Turchia            | 2'01"72 |                  |
| 27   | 2        | 5      | Jaouad Syoud           | Algeria            | 2'01"76 | Record nazionale |
| 28   | 3        | 6      | Dawid Szwedzki         | Polonia            | 2'02"14 |                  |
| 29   | 4        | 9      | Kim Min-suk            | Corea del Sud      | 2'02"36 |                  |
| 30   | 3        | 9      | Andrius Šidlauskas     | Lituania           | 2'02"50 |                  |
| 31   | 6        | 1      | Péter Bernek           | Ungheria           | 2'02"56 |                  |
| 32   | 3        | 4      | Mohamed Samy           | Egitto             | 2'02"57 |                  |
| 33   | 2        | 3      | Christoph Meier        | Liechtenstein      | 2'02"68 | Record nazionale |
| 34   | 6        | 6      | Hugo González          | Spagna             | 2'03"09 |                  |
| 35   | 3        | 7      | Pang Sheng Jun         | Singapore          | 2'03"96 |                  |
| 36   | 3        | 5      | Cole Pratt             | Canada             | 2'04"26 |                  |
| 37   | 2        | 7      | Svetlozar Nikolov      | Bulgaria           | 2'04"99 |                  |
| 38   | 2        | 4      | Keanan Dols            | Giamaica           | 2'05"18 |                  |
| 39   | 3        | 0      | Eben Vorster           | Sudafrica          | 2'05"69 |                  |
| 40   | 2        | 1      | Brandon Schuster       | Samoa              | 2'06"93 |                  |
| 41   | 1        | 4      | Munzer Kabbara         | Libano             | 2'07"27 |                  |
| 42   | 2        | 8      | Alvi Hjelm             | Fær Øer            | 2'07"91 |                  |
| 43   | 2        | 0      | Ronan Wantenaar        | Namibia            | 2'09"02 |                  |
| 44   | 2        | 9      | Christian Mayer        | Perù               | 2'09"69 |                  |
| 45   | 1        | 3      | Davor Petrovski        | Macedonia del Nord | 2'10"74 |                  |
| 46   | 1        | 2      | Lin Sizhuang           | Macao              | 2'10"87 |                  |
| 47   | 2        | 2      | Julio Horrego          | Honduras           | 2'11"10 |                  |
| 48   | 2        | 6      | Patrick Groters        | Aruba              | 2'11"38 |                  |
| 49   | 3        | 2      | Triady Fauzi Sidiq     | Indonesia          | 2'12"09 |                  |
| 50   | 1        | 5      | Fausto Huerta          | Rep. Dominicana    | 2'13"64 |                  |
| 51   | 1        | 6      | Kinley Lhendup         | Bhutan             | 3'00"53 |                  |

### Semifinali[3]
| Pos. | Semifinale | Corsia | Atleta                 | Nazionalità   | Tempo   | Note             |
| ---- | ---------- | ------ | ---------------------- | ------------- | ------- | ---------------- |
| 1    | 1          | 5      | Jérémy Desplanches     | Svizzera      | 1'56"73 | Q                |
| 2    | 1          | 3      | Philip Heintz          | Germania      | 1'56"95 | Q                |
| 3    | 1          | 4      | Daiya Seto             | Giappone      | 1'57"10 | Q                |
| 4    | 2          | 5      | Chase Kalisz           | Stati Uniti   | 1'57"34 | Q                |
| 5    | 1          | 6      | Mitch Larkin           | Australia     | 1'57"45 | Q                |
| 6    | 2          | 3      | Duncan Scott           | Gran Bretagna | 1'57"83 | Q                |
| 7    | 1          | 7      | Abrahm DeVine          | Stati Uniti   | 1'57"91 | Q                |
| 8    | 2          | 7      | Wang Shun              | Cina          | 1'57"98 | Q                |
| 9    | 2          | 6      | Andrey Zhilkin         | Russia        | 1'58"16 | Record nazionale |
| 10   | 2          | 4      | László Cseh            | Ungheria      | 1'58"17 |                  |
| 11   | 2          | 8      | Thomas Dean            | Gran Bretagna | 1'58"34 |                  |
| 12   | 1          | 2      | Alexis Santos          | Portogallo    | 1'58"62 |                  |
| 13   | 2          | 2      | Thomas Fraser-Holmes   | Australia     | 1'58"86 |                  |
| 14   | 2          | 1      | Leonardo Coelho Santos | Brasile       | 1'58"99 |                  |
| 15   | 1          | 8      | Gabriel Lópes          | Portogallo    | 1'59"56 |                  |
| 16   | 1          | 1      | Raphaël Stacchiotti    | Lussemburgo   | 2'00"26 |                  |

### Finale[4]
| Pos. | Corsia | Atleta             | Nazionalità   | Tempo   | Note             |
| ---- | ------ | ------------------ | ------------- | ------- | ---------------- |
|      | 3      | Daiya Seto         | Giappone      | 1'56"14 |                  |
|      | 4      | Jérémy Desplanches | Svizzera      | 1'56"56 | Record nazionale |
|      | 6      | Chase Kalisz       | Stati Uniti   | 1'56"78 |                  |
| 4    | 5      | Philip Heintz      | Germania      | 1'56"86 |                  |
| 5    | 7      | Duncan Scott       | Gran Bretagna | 1'56"91 |                  |
| 6    | 8      | Wang Shun          | Cina          | 1'56"97 |                  |
| 7    | 2      | Mitch Larkin       | Australia     | 1'57"32 |                  |
| 8    | 1      | Abrahm DeVine      | Stati Uniti   | 1'57"66 |                  |